# 黒田暢
黒田 暢（くろだ とおる、1929年1月5日 - 2018年8月16日）は、日本の染色家。染織家。

## 経歴
1929年（昭和4年）京都府に生まれる。父は画家の黒田重太郎。1948年（昭和23年）京都美術専門学校図案科を卒業後、龍村織物美術研究所に勤務。1963年（昭和38年）京都市立芸術大学講師、1965年（昭和40年）嵯峨美術短期大学教授。この頃から個展を積極的に行う。1974年（昭和49年）日展に出品して特選。1983年から1985年には嵯峨美術短期大学学長を務めた。
2018年、急性心筋梗塞で死去。
妻の黒田冨紀子、娘の黒田真里は画家。

## 作品
- 1949年から2009年にかけて制作した染織作品10点以上が京都国立近代美術館に収蔵されている[3]。